# Thomisus granulatus
Thomisus granulatus là một loài nhện trong họ Thomisidae.
Loài này thuộc chi Thomisus. Thomisus granulatus được Ferdinand Karsch miêu tả năm 1880.

## Hình ảnh

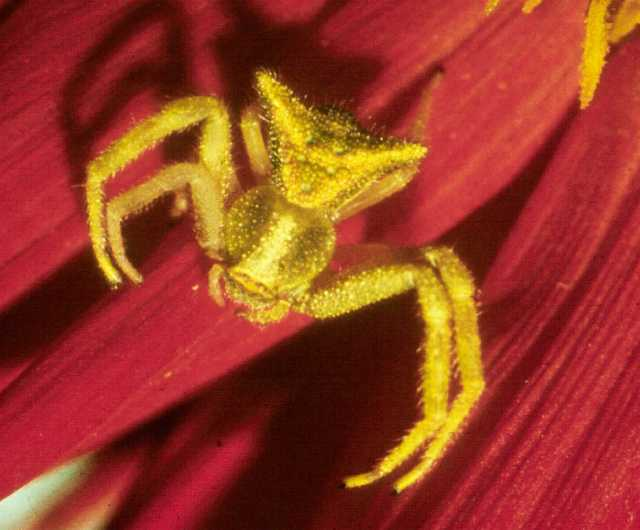